# Spilosoma pales
Spilosoma pales är en fjärilsart som beskrevs av Druce 1910. Spilosoma pales ingår i släktet Spilosoma och familjen björnspinnare. Inga underarter finns listade i Catalogue of Life.